# Duinpoort (ecoduct)
Duinpoort is een natuurbrug in de gemeente Zandvoort. De passage overspant de spoorlijn Haarlem - Zandvoort.
Met de bouw werd begonnen in 2016 en werd afgerond in juli 2018. De brug ligt nabij het uitzichtpunt Visscherspad. De brug werd in opdracht van ProRail door Strukton aangelegd. Het is een van de drie natuurbruggen die in dit gebied zijn aangelegd; de andere zijn Zandpoort en Zeepoort. Door deze natuurbruggen over de spoorlijn, Zandvoortselaan en de Zeeweg is er een aaneengesloten habitat ontstaan van Noordwijk tot IJmuiden.